# Омельченко, Игорь (туркменский футболист)
Игорь Омельченко (род. 12 августа 1965) — советский и туркменский футболист, вратарь. Выступал за сборную Туркменистана.

## Биография
По состоянию на 1983 году представлял команду КФК «Захмет» (Ашхабад). Участник футбольного турнира Спартакиады народов СССР 1983 года в составе юношеской сборной Туркменской ССР. В советский период выступал в основном в соревнованиях КФК. На уровне мастеров провёл два сезона — в 1987 году во второй лиге за «Колхозчи» и в 1991 году во второй низшей лиге за «Небитчи».
После распада СССР играл за клубы чемпионата Туркменистана, в том числе в 1994—1996 годах — за ашхабадскую «Нису». Становился чемпионом (1996) и серебряным призёром (1994, 1995) чемпионата страны.
В апреле 1994 года выступал за национальную сборную Туркменистана на международном турнире в Ташкенте, был основным вратарём команды и сыграл во всех четырёх матчах. Дебютный матч провёл 11 апреля 1994 года против Узбекистана.
Дальнейшая судьба неизвестна.